# Camilla Hamid
Nadja Camilla Hamid, född 31 mars 1992 i Katarina församling, Stockholm, är en svensk kokboksförfattare, receptkreatör och bloggare. Hon är främst känd som bakinspiratör på Instagram och Youtube och har skrivit tre bakböcker.
Camilla Hamid växte upp på Södermalm i Stockholm med sin mamma och sina tre småbröder. Hennes föräldrar är från Egypten respektive Marocko. Hon var tidigare gift med Binyamine Kouach och tillsammans har de två döttrar.
År 2022 var hon värd för Sommar i P1. År 2024 visade SVT hennes matlagningsprogram Camilla Hamids bakresa: Marocko.